# Trzepowo Nowe (gromada)
Trzepowo Nowe – dawna gromada, czyli najmniejsza jednostka podziału terytorialnego Polskiej Rzeczypospolitej Ludowej w latach 1954–1972.
Gromady, z gromadzkimi radami narodowymi (GRN) jako organami władzy najniższego stopnia na wsi, funkcjonowały od reformy reorganizującej administrację wiejską przeprowadzonej jesienią 1954 do momentu ich zniesienia z dniem 1 stycznia 1973, tym samym wypierając organizację gminną w latach 1954–1972.
Gromadę Trzepowo Nowe z siedzibą GRN w Trzepowie Nowym (w obecnym brzmieniu Nowe Trzepowo) utworzono – jako jedną z 8759 gromad na obszarze Polski – w powiecie płockim w woj. warszawskim, na mocy uchwały nr VI/10/13/54 WRN w Warszawie z dnia 5 października 1954. W skład jednostki weszły obszary dotychczasowych gromad Draganie, Powsino, Trzepowo i Trzepowo Nowe ze zniesionej gminy Biała, obszary dotychczasowych Bronowo-Kmiece, Bronowo Nowe i Bronowo-Zalesie ze zniesionej gminy Zągoty oraz obszary dotychczasowych Brochocin i Kostrogaj ze zniesionej gminy Rogozino w tymże powiecie. Dla gromady ustalono 18 członków gromadzkiej rady narodowej.
31 grudnia 1961 do wsi Kostrogaj w gromadzie Trzepowo Nowe z miasta Płocka (powiat miejski w tymże województwie) przyłączono obszar o powierzchni około 0,6 ha, stanowiący klin gruntów położony przy szosie z Płocka do Płońska; z gromady Trzepowo Nowe wyłączono natomiast wieś Powsino i część wsi Trzepowo Stare z przysiółkiem Niegłosy, włączając je do Płocka; po zmianach tych gromadę Trzepowo Nowe zniesiono, włączając jej (pozostały) obszar do gromad: Rogozino (wsie Brochocin i Kostrogaj), Zągoty (wsie Bronowo-Kmiece, Bronowo-Zalesie i Nowe Bronowo) i Biała Stara (wsie Draganie, Nowe Trzepowo i Stare Trzepowo) w powiecie płockim.